# 101 Collins Street
101 Collins Street  — хмарочос в Мельбурні, Австралія. Висота 57-поверхового будинку  з урахуванням антени 260 метрів, він четвертим другим за висотою в Мельбурні, та четвертим за висотою хмарочосом Австралії. Будівництво завершено в 1991 році. 
Хмарочос було розроблено компанією Denton в співробітництві з архітектором Коркером Маршаллом.
Вежа містить 83000 м² придатного для здачі в оренду місця, що орендовано великими компаніями. Висота комунікацій — 2,77 м. Ліфти досягають швидкості 7 м/с, є автостоянка на 414 автомобілів